# 토니상

토니상 로고

토니상(Tony Awards)은 미국에서 연극의 탁월한 업적에 대해 수여하는 상으로서 연극과 뮤지컬 분야에서는 최고의 상으로 꼽힌다. 이 상은 맨해튼에서 열리는 연례 행사에서 아메리칸 시어터 윙(American Theatre Wing)과 브로드웨이 리그(Broadway League)가 수여한다. 행사는 6월 둘째 일요일에 거행된다.
브로드웨이 작품과 공연에 대해 상이 수여된다. 하나는 지역 극장에도 제공된다. 여러 가지 임의 비경쟁 부문의 상(Special Tony Award, Tony Honors for Excellence in Theatre, Isabelle Stevenson Award)도 수여된다.
이 상은 연극 프로듀서이자 감독인 브록 펨버턴(Brock Pemberton)이 창설했으며, 아메리칸 시어터 윙(American Theatre Wing)의 공동 창립자이자 비서였던 여배우, 프로듀서, 연극 감독인 앙투아네트 "토니" 페리(Antoinette "Tony" Perry)의 이름을 따서 명명되었다. 트로피는 회전할 수 있는 메달로 구성되어 있으며, 희극과 비극 가면을 각색한 얼굴이 백랍 회전 장치가 있는 검정색 베이스에 장착되어 있다.
토니상에 대한 규정은 해당 시즌에만 적용되는 공식 문서 "아메리칸 시어터 윙의 토니상의 규칙 및 규정"에 명시되어 있다. 토니상은 뉴욕 연극계의 텔레비전 부문 에미상, 음악 부문 그래미상, 영화 부문 아카데미상(오스카)에 해당하는 상으로 이 4개 부문을 모두 수상한 사람이 EGOT를 수상했다고 한다. 토니상은 미국의 영국 로렌스 올리비에상, 프랑스 몰리에르상과 같은 상이다.

## 같이 보기
- 드라마 데스크상
- 로런스 올리비에상
- 오비상